# Sévery

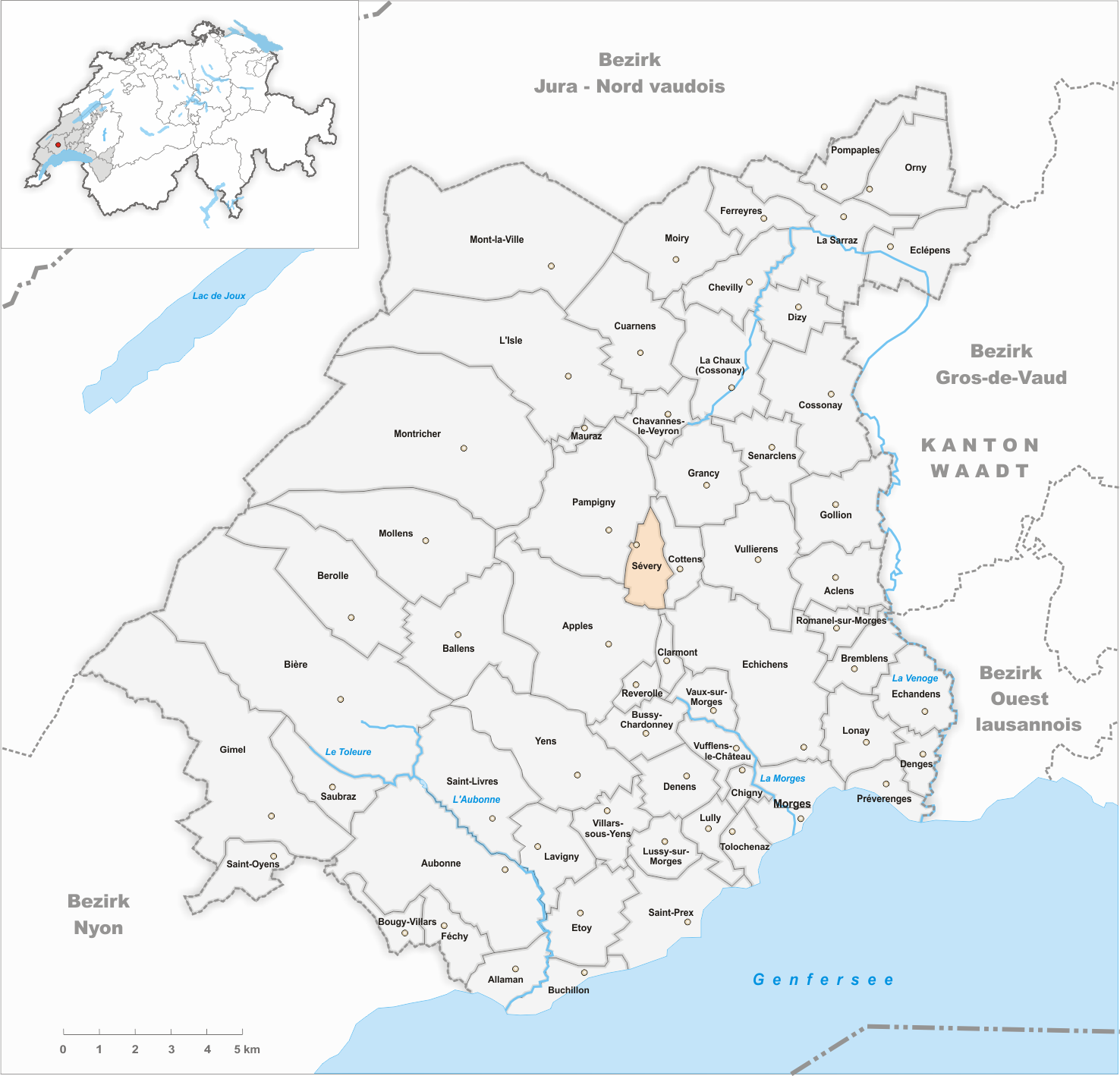
Gemeindestand vor der Fusion am 1. Juli 2021

Sévery ist ein Ort in der politischen Gemeinde Hautemorges im Bezirk Morges des Kantons Waadt in der Schweiz. 2021 wurde die Gemeinde Sévery mit Apples, Bussy-Chardonney, Cottens, Pampigny und Reverolle zur Gemeinde Hautemorges fusioniert.

## Geographie
Sévery liegt auf 610 m ü. M., 8 km nordnordwestlich der Bezirkshauptstadt Morges (Luftlinie). Das Haufendorf erstreckt sich auf dem Hochplateau des westlichen Waadtländer Mittellandes, nördlich des Dorfbachs Combagnou, der zum Einzugsgebiet der Morges gehört.
Die Fläche des 2,4 km² grossen Gemeindegebiets umfasste einen Abschnitt des leicht gewellten Hochplateaus im Waadtländer Mittelland. Der Gemeindeboden erstreckte sich an einem Hang, der leicht nach Osten geneigt ist. Der nördliche Teil wird vom Combagnou, der südliche Teil von der Morges zum Genfersee hin entwässert. Auf der Waldhöhe bei La Violette wird mit 631 m ü. M. der höchste Punkt von Sévery erreicht. Von der Gemeindefläche entfielen 1997 5 % auf Siedlungen, 10 % auf Wald und Gehölze, 84 % auf Landwirtschaft und etwas weniger als 1 % war unproduktives Land.
Zu Sévery gehören einige Einzelhöfe. Nachbargemeinden von Sévery waren Pampigny, Cottens, Echichens und Apples.

## Bevölkerung
Mit 215 Einwohnern (Stand 31. Dezember 2020) gehörte Sévery zu den kleinen Gemeinden des Kantons Waadt. Von den Bewohnern waren 92,8 % französischsprachig, 3,6 % deutschsprachig und 1,6 % portugiesischsprachig (Stand 2000). Die Bevölkerungszahl von Sévery belief sich 1900 auf 162 Einwohner. Nachdem die Bevölkerung bis 1960 auf 115 Personen abgenommen hatte, wurde wieder eine deutliche Bevölkerungszunahme mit einer Verdoppelung der Einwohnerzahl innerhalb von 40 Jahren beobachtet.

## Wirtschaft

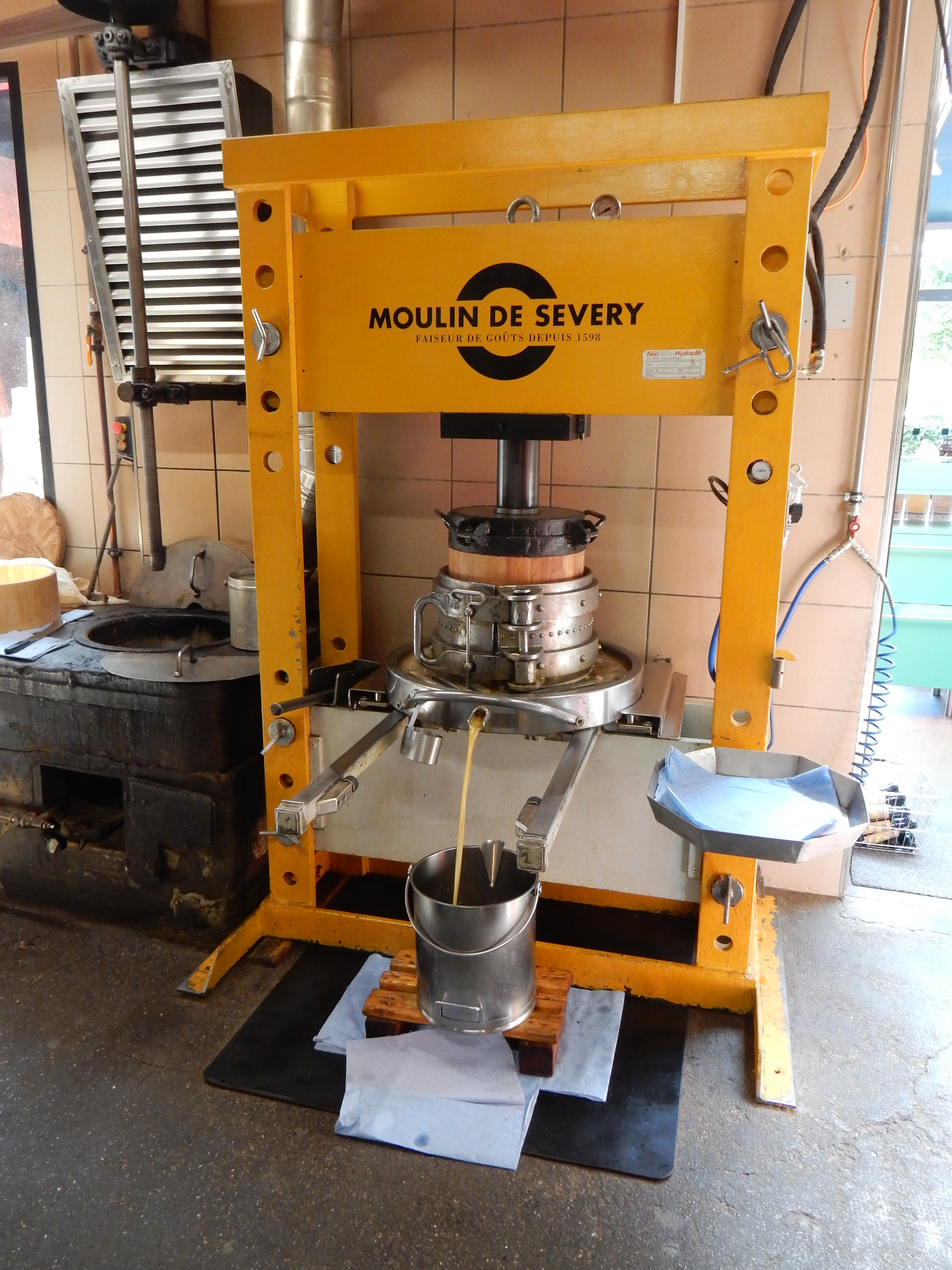
Moulin de Sévery: Pressung von Walnussöl (2024)

Sévery war bis in die zweite Hälfte des 20. Jahrhunderts ein vorwiegend durch die Landwirtschaft geprägtes Dorf. Noch heute haben der Ackerbau und der Obstbau eine gewisse Bedeutung in der Erwerbsstruktur der Bevölkerung. Eine 1598 gebaute Nussölmühle ist noch heute in Betrieb. Weitere Arbeitsplätze sind im lokalen Kleingewerbe und im Dienstleistungssektor vorhanden. Im Dorf gibt es ein Stanzwerk und mechanische Werkstätten. In den letzten Jahrzehnten hat sich das Dorf auch zu einer Wohngemeinde entwickelt. Viele Erwerbstätige sind deshalb Wegpendler, die hauptsächlich in Morges und im Grossraum Lausanne arbeiten.

## Verkehr
Die Gemeinde liegt abseits grösserer Durchgangsstrassen an einer Verbindungsstrasse von Morges nach L'Isle. Das Dorf selbst besitzt keine Anbindung an den öffentlichen Verkehr. Der Bahnhof Pampigny an der am 12. September 1896 eröffneten Schmalspurbahnlinie von L'Isle nach Apples der Chemin de fer Bière–Apples–Morges liegt nur 0,5 km vom Ortskern entfernt.

## Geschichte
Das Gemeindegebiet von Sévery war schon früh besiedelt, was durch Spuren einer römischen Villa und frühmittelalterliche Gräber bezeugt wird. Die erste urkundliche Erwähnung des Ortes erfolgte im Jahr 979 unter dem Namen Siuiriaco. Später erschienen die Bezeichnungen Severiacum (1007), Syviriez (1453) sowie Syvirie, Sivirier und Siviriez. Der Ortsname geht auf den lateinischen Personennamen Sever(i)us zurück.
Auf dem Gemeindegebiet hatte die Abtei Saint-Maurice reichen Grundbesitz. Seit dem Mittelalter gehörte das Dorf zur Herrschaft Cossonay. Mit der Eroberung der Waadt durch Bern im Jahr 1536 kam Sévery unter die Verwaltung der Vogtei Morges. Nach dem Zusammenbruch des Ancien Régime gehörte das Dorf von 1798 bis 1803 während der Helvetik zum Kanton Léman, der anschliessend mit der Inkraftsetzung der Mediationsverfassung im Kanton Waadt aufging. 1798 wurde es dem Bezirk Cossonay zugeteilt.

## Sehenswürdigkeiten
Die mittelalterliche Kirche Saint-Maurice wurde 1911 umfassend restauriert. Sévery besass zwei Schlösser. Die eine Burg, nördlich des Dorfes, wurde bereits 1007 erstmals erwähnt und gehörte zu den ältesten Burgen des Waadtlandes. Das im Lauf der Zeit zur Ruine verfallene Gebäude wurde als Steinbruch benutzt und 1885 völlig abgetragen. Südlich des Dorfes entstand im 13. Jahrhundert ein weiteres Schloss, das den Grundriss eines Carré savoyard hatte. Von diesem gotischen Schloss ist nur noch ein Rundturm erhalten, der Rest wurde um 1765 zerstört und das Baumaterial für die Konstruktion des heutigen Lustschlosses (1768) gebraucht.